# Conciergerie

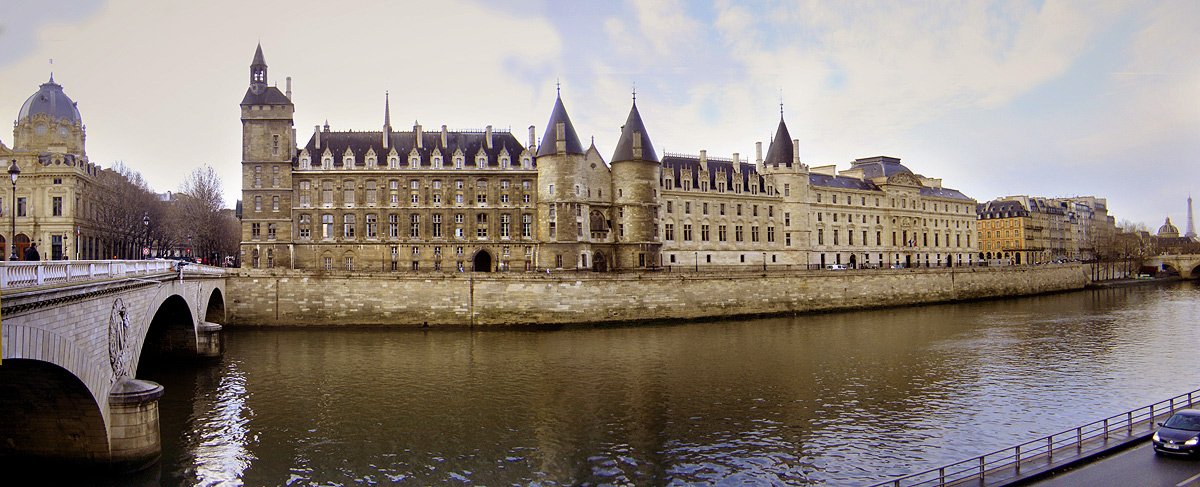
Conciergerie

Conciergerie är den norra delen av det gamla Palais de la Cité som ligger på Ile de la Cité, Paris, Frankrike. Palatset var residens för Frankrikes kungar från 900-talet till 1358, då hovet flyttade till Louvren. Byggnaden blev statsfängelse 1392 efter att det övergetts av Karl V av Frankrike. Det gamla palatset mellan Conciergeriet och Sainte-Chapelle brandhärjades 1776, och mellan 1783 och 1786 byggdes Palais de Justice på dess plats. 

## Historik
Conciergerie blev ett fängelse 1391. Behandlingen av fångar berodde på vad de kunde betala för. Förmögna eller inflytelserika fångar fick ett bekvämt rum, medan fattiga fångar förvarades i mörka celler. 
Under franska revolutionen blev fängelset föremål för många berömda händelser. Septembermorden 1792 ledde till en massaker på 378 av fängelsets då 488 fångar. Under skräckväldet hade revolutionsdomstolen under Antoine Fouquier-Tinville säte i Conciergerie, och det fungerande som ett centralfängelse dit politiska fångar fördes från andra fängelser för att dömas och förvaras innan de giljotinerades, och det blev kallat för "Giljotinens väntrum". Skräckväldets mest berömda offer, som Marie Antoinette, André Chénier, Charlotte Corday, Madame du Barry och Georges Jacques Danton tillbringade alla sin sista tid här före sin avrättning. 
Fängelset byggdes om under 1800-talet.